# Großer Preis von Südafrika 1975
Der Große Preis von Südafrika 1975 (offiziell XXI Lucky Strike Grand Prix of South Africa) fand am 1. März auf dem Kyalami Grand Prix Circuit in Midrand statt und war das dritte Rennen der Automobil-Weltmeisterschaft 1975.

## Berichte

### Hintergrund
Zwischen dem Großen Preis von Brasilien und dem nächsten WM-Lauf in Südafrika lag eine Pause von rund einem Monat. Während dieser Zeit hatte die Scuderia Ferrari das neue Modell 312T fertig entwickelt und in zwei Exemplaren für die Stammfahrer Niki Lauda und Clay Regazzoni hergestellt. Die Premiere dieses Wagens, der als Besonderheit ein quer eingebautes Getriebe aufwies, wurde von der Fachwelt mit Spannung erwartet.
Das bisherige Lola-Kundenteam Embassy Racing brachte erstmals den Lola T371 an den Start, der ab dem folgenden Rennen in Spanien die Bezeichnung Hill GH1 tragen sollte und somit definitionsgemäß als die erste Eigenkonstruktion des Teams galt. Da Graham Hill während des Trainings verunglückte und infolgedessen nicht am Rennen teilnehmen konnte, absolvierte sein Teamkollege Rolf Stommelen den ersten Renneinsatz des neuen Fahrzeugs. Das March-Werksteam stellte ebenfalls einen neuen Wagen vor, den 751, der von Werksfahrer Vittorio Brambilla pilotiert wurde. Der zuvor eingesetzte 741 wurde für Lella Lombardi zur Verfügung gestellt, die somit erstmals nach ihrer Nichtqualifikation beim Großen Preis von Großbritannien 1974 eine weitere Chance erhielt, an einem Grand Prix teilzunehmen.
Bei Shadow hatte man ein zweites Exemplar des DN5 hergestellt, sodass nun beide Werksfahrer mit dem neuen Wagen antreten konnten. Im Team B.R.M. wurde Mike Wilds durch Bob Evans ersetzt, der somit zu seinem Grand-Prix-Debüt kam.
Traditionsgemäß bereicherten einige einheimische Gaststarter das Teilnehmerfeld des Südafrika-GP. Es handelte sich dabei um Eddie Keizan, Dave Charlton und Ian Scheckter, die bereits zuvor als Gelegenheitsfahrer in Erscheinung getreten waren sowie um  Guy Tunmer, der an diesem Wochenende seine einzige Grand-Prix-Teilnahme absolvierte.
In der Fahrerwertung führte Emerson Fittipaldi mit sechs Punkten vor Carlos Pace und mit acht Punkten vor James Hunt. In der Konstrukteurswertung führte McLaren-Ford mit zwei Punkten vor Brabham-Ford und mit acht Punkten vor Hesketh-Ford.

### Training
Die aufgrund starker Leistungen beim Finalrennen der Saison 1974 bereits im Vorfeld der neuen Saison als sehr konkurrenzfähig eingestuften Brabham von Pace und Carlos Reutemann wurden nach ihrem Doppelsieg in Brasilien ihrer Favoritenrolle erneut gerecht, indem sie nach dem Training die erste Startreihe belegten. Lauda qualifizierte sich im neuen Ferrari für den dritten Startplatz neben Jody Scheckter im Tyrrell.
Titelverteidiger Emerson Fittipaldi erreichte lediglich den elften Startplatz und Jean-Pierre Jarier, der bei den beiden vorangegangenen Läufen jeweils die Pole-Position errungen hatte, belegte Rang 13. Mit Lella Lombardi qualifizierte sich zum ersten Mal seit Maria Teresa de Filippis beim Großen Preis von Italien 1958 eine Frau für einen Grand Prix.

### Rennen
Pace übernahm die Führung vor den ebenfalls gut gestarteten Scheckter und Ronnie Peterson. Es folgten Reutemann, Patrick Depailler, Regazzoni, Emerson Fittipaldi und Lauda.
In der dritten Runde übernahm Lokalmatador Scheckter zur Freude der Zuschauer die Führung, während Reutemann den dritten Platz einnahm, indem er Peterson überholte. Dieser fiel im Laufe der folgenden Runden aussichtslos zurück.
Als sich bei Pace Bremsprobleme bemerkbar machten, ließ er seinen Teamkollegen Reutemann passieren und fiel wenig später auch hinter Depailler, Fittipaldi und Regazzoni zurück. Die dadurch hergestellte Reihenfolge blieb daraufhin für etwa 20 Runden konstant. Dann fiel Fittipaldi aus dieser Spitzengruppe heraus, da er mit Fehlzündungen in seinem Motor zu kämpfen hatte. Infolgedessen musste er insgesamt sieben Boxenstopps einlegen, wodurch er hoffnungslos zurückfiel und am Ende des Rennens aufgrund einer zu geringen zurückgelegten Distanz nicht gewertet wurde.
Scheckter gewann sein Heimrennen vor Reutemann, Depailler, Pace und Lauda. Da Regazzoni sieben Runden vor Schluss aufgrund von technischen Problemen ausfiel, erhielt Jochen Mass den letzten WM-Punkt des Tages.

## Meldeliste
| Team                            | Nr. | Fahrer             | Chassis         | Motor                    | Reifen |
| ------------------------------- | --- | ------------------ | --------------- | ------------------------ | ------ |
| Marlboro Team Texaco            | 01  | Emerson Fittipaldi | McLaren M23     | Ford Cosworth DFV 3.0 V8 | G      |
| Marlboro Team Texaco            | 02  | Jochen Mass        | McLaren M23     | Ford Cosworth DFV 3.0 V8 | G      |
| Elf Team Tyrrell                | 03  | Jody Scheckter     | Tyrrell 007     | Ford Cosworth DFV 3.0 V8 | G      |
| Elf Team Tyrrell                | 04  | Patrick Depailler  | Tyrrell 007     | Ford Cosworth DFV 3.0 V8 | G      |
| John Player Team Lotus          | 05  | Ronnie Peterson    | Lotus 72E       | Ford Cosworth DFV 3.0 V8 | G      |
| John Player Team Lotus          | 06  | Jacky Ickx         | Lotus 72E       | Ford Cosworth DFV 3.0 V8 | G      |
| Martini Racing                  | 07  | Carlos Reutemann   | Brabham BT44B   | Ford Cosworth DFV 3.0 V8 | G      |
| Martini Racing                  | 08  | Carlos Pace        | Brabham BT44B   | Ford Cosworth DFV 3.0 V8 | G      |
| Beta Team March                 | 09  | Vittorio Brambilla | March 751       | Ford Cosworth DFV 3.0 V8 | G      |
| March Engineering               | 10  | Lella Lombardi     | March 741       | Ford Cosworth DFV 3.0 V8 | G      |
| Scuderia Ferrari SpA SEFAC      | 11  | Clay Regazzoni     | Ferrari 312T    | Ferrari 015 3.0 F12      | G      |
| Scuderia Ferrari SpA SEFAC      | 12  | Niki Lauda         | Ferrari 312T    | Ferrari 015 3.0 F12      | G      |
| Stanley B.R.M.                  | 14  | Bob Evans          | BRM P201        | BRM P200 3.0 V12         | G      |
| UOP Shadow Racing Team          | 16  | Tom Pryce          | Shadow DN5      | Ford Cosworth DFV 3.0 V8 | G      |
| UOP Shadow Racing Team          | 17  | Jean-Pierre Jarier | Shadow DN5      | Ford Cosworth DFV 3.0 V8 | G      |
| Team Surtees                    | 18  | John Watson        | Surtees TS16    | Ford Cosworth DFV 3.0 V8 | G      |
| Frank Williams Racing Cars      | 20  | Arturo Merzario    | Williams FW03   | Ford Cosworth DFV 3.0 V8 | G      |
| Frank Williams Racing Cars      | 21  | Jacques Laffite    | Williams FW02   | Ford Cosworth DFV 3.0 V8 | G      |
| Embassy Racing with Graham Hill | 22  | Graham Hill        | Lola T370       | Ford Cosworth DFV 3.0 V8 | G      |
| Embassy Racing with Graham Hill | 23  | Rolf Stommelen     | Lola T371       | Ford Cosworth DFV 3.0 V8 | G      |
| Hesketh Racing                  | 24  | James Hunt         | Hesketh 308     | Ford Cosworth DFV 3.0 V8 | G      |
| Vel’s Parnelli Jones Racing     | 27  | Mario Andretti     | Parnelli VPJ4   | Ford Cosworth DFV 3.0 V8 | G      |
| Penske Cars                     | 28  | Mark Donohue       | Penske PC1      | Ford Cosworth DFV 3.0 V8 | G      |
| Copersucar-Fittipaldi           | 30  | Wilson Fittipaldi  | Copersucar FD01 | Ford Cosworth DFV 3.0 V8 | G      |
| Lucky Strike Racing             | 31  | Dave Charlton      | McLaren M23     | Ford Cosworth DFV 3.0 V8 | G      |
| Lexington Racing                | 32  | Ian Scheckter      | Tyrrell 007     | Ford Cosworth DFV 3.0 V8 | G      |
| Team Gunston                    | 33  | Eddie Keizan       | Lotus 72A       | Ford Cosworth DFV 3.0 V8 | G      |
| Team Gunston                    | 34  | Guy Tunmer         | Lotus 72E       | Ford Cosworth DFV 3.0 V8 | G      |

## Klassifikationen

### Startaufstellung
| Pos. | Fahrer             | Konstrukteur    | Zeit    | Ø-Geschwindigkeit | Start |
| ---- | ------------------ | --------------- | ------- | ----------------- | ----- |
| 01   | Carlos Pace        | Brabham-Ford    | 1:16,41 | 193,357 km/h      | 01    |
| 02   | Carlos Reutemann   | Brabham-Ford    | 1:16,48 | 193,180 km/h      | 02    |
| 03   | Jody Scheckter     | Tyrrell-Ford    | 1:16,64 | 192,777 km/h      | 03    |
| 04   | Niki Lauda         | Ferrari         | 1:16,83 | 192,300 km/h      | 04    |
| 05   | Patrick Depailler  | Tyrrell-Ford    | 1:16,83 | 192,300 km/h      | 05    |
| 06   | Mario Andretti     | Parnelli-Ford   | 1:16,89 | 192,150 km/h      | 06    |
| 07   | Vittorio Brambilla | March-Ford      | 1:17,05 | 191,751 km/h      | 07    |
| 08   | Ronnie Peterson    | Lotus-Ford      | 1:17,14 | 191,527 km/h      | 08    |
| 09   | Clay Regazzoni     | Ferrari         | 1:17,16 | 191,477 km/h      | 09    |
| 10   | John Watson        | Surtees-Ford    | 1:17,17 | 191,453 km/h      | 10    |
| 11   | Emerson Fittipaldi | McLaren-Ford    | 1:17,22 | 191,329 km/h      | 11    |
| 12   | James Hunt         | Hesketh-Ford    | 1:17,30 | 191,131 km/h      | 12    |
| 13   | Jean-Pierre Jarier | Shadow-Ford     | 1:17,32 | 191,081 km/h      | 13    |
| 14   | Rolf Stommelen     | Lola-Ford       | 1:17,47 | 190,711 km/h      | 14    |
| 15   | Arturo Merzario    | Williams-Ford   | 1:17,53 | 190,564 km/h      | 15    |
| 16   | Jochen Mass        | McLaren-Ford    | 1:17,79 | 189,927 km/h      | 16    |
| 17   | Ian Scheckter      | Tyrrell-Ford    | 1:18,01 | 189,391 km/h      | 17    |
| 18   | Mark Donohue       | Penske-Ford     | 1:18,28 | 188,738 km/h      | 18    |
| 19   | Tom Pryce          | Shadow-Ford     | 1:18,36 | 188,545 km/h      | 19    |
| 20   | Dave Charlton      | McLaren-Ford    | 1:18,51 | 188,185 km/h      | 20    |
| 21   | Jacky Ickx         | Lotus-Ford      | 1:18,68 | 187,778 km/h      | 21    |
| 22   | Eddie Keizan       | Lotus-Ford      | 1:19,01 | 186,994 km/h      | 22    |
| 23   | Jacques Laffite    | Williams-Ford   | 1:19,15 | 186,663 km/h      | 23    |
| 24   | Bob Evans          | B.R.M.          | 1:19,17 | 186,616 km/h      | 24    |
| 25   | Guy Tunmer         | Lotus-Ford      | 1:19,52 | 185,795 km/h      | 25    |
| 26   | Lella Lombardi     | March-Ford      | 1:19,68 | 185,422 km/h      | 26    |
| DNQ  | Wilson Fittipaldi  | Copersucar-Ford | 1:19,73 | 185,305 km/h      | –     |
| DNQ  | Graham Hill        | Lola-Ford       | 1:21,45 | 181,392 km/h      | –     |

### Rennen
| Pos. | Fahrer             | Konstrukteur  | Runden | Stopps | Zeit        | Start | Schnellste Runde |
| ---- | ------------------ | ------------- | ------ | ------ | ----------- | ----- | ---------------- |
| 01   | Jody Scheckter     | Tyrrell-Ford  | 78     | 0      | 1:43:16,90  | 03    | 1:18,51          |
| 02   | Carlos Reutemann   | Brabham-Ford  | 78     | 0      | + 3,74      | 02    | 1:18,73          |
| 03   | Patrick Depailler  | Tyrrell-Ford  | 78     | 0      | + 16,92     | 05    | 1:18,78          |
| 04   | Carlos Pace        | Brabham-Ford  | 78     | 0      | + 17,31     | 01    | 1:17,20 (11.)    |
| 05   | Niki Lauda         | Ferrari       | 78     | 0      | + 28,64     | 04    | 1:18,92          |
| 06   | Jochen Mass        | McLaren-Ford  | 78     | 0      | + 1:03,64   | 16    | 1:18,67          |
| 07   | Rolf Stommelen     | Lola-Ford     | 78     | 0      | + 1:12,91   | 14    | 1:19,32          |
| 08   | Mark Donohue       | Penske-Ford   | 77     | 0      | + 1 Runde   | 18    | 1:18,04          |
| 09   | Tom Pryce          | Shadow-Ford   | 77     | 0      | + 1 Runde   | 19    | 1:19,79          |
| 10   | Ronnie Peterson    | Lotus-Ford    | 77     | 1      | + 1 Runde   | 08    | 1:18,76          |
| 11   | Guy Tunmer         | Lotus-Ford    | 76     | 0      | + 2 Runden  | 25    | 1:20,09          |
| 12   | Jacky Ickx         | Lotus-Ford    | 76     | 0      | + 2 Runden  | 21    | 1:17,76          |
| 13   | Eddie Keizan       | Lotus-Ford    | 76     | 0      | + 2 Runden  | 22    | 1:20,73          |
| 14   | Dave Charlton      | McLaren-Ford  | 76     | 0      | + 2 Runden  | 20    | 1:18,32          |
| 15   | Bob Evans          | B.R.M.        | 76     | 0      | + 2 Runden  | 24    | 1:19,28          |
| 16   | Clay Regazzoni     | Ferrari       | 71     | 0      | DNF         | 09    | 1:18,48          |
| 17   | Mario Andretti     | Parnelli-Ford | 70     | 0      | DNF         | 06    | 1:19,35          |
| –    | Jacques Laffite    | Williams-Ford | 69     | 0      | + 9 Runden  | 23    | 1:18,10          |
| –    | Emerson Fittipaldi | McLaren-Ford  | 65     | 7      | + 13 Runden | 11    | 1:18,57          |
| –    | Ian Scheckter      | Tyrrell-Ford  | 55     | 0      | DNF         | 17    | 1:19,24          |
| –    | James Hunt         | Hesketh-Ford  | 53     | 1      | DNF         | 12    | 1:19,08          |
| –    | Jean-Pierre Jarier | Shadow-Ford   | 37     | 0      | DNF         | 13    | 1:18,73          |
| –    | Lella Lombardi     | March-Ford    | 23     | 0      | DNF         | 26    | 1:22,22          |
| –    | Arturo Merzario    | Williams-Ford | 22     | 0      | DNF         | 15    | 1:19,51          |
| –    | John Watson        | Surtees-Ford  | 19     | 0      | DNF         | 10    | 1:18,50          |
| –    | Vittorio Brambilla | March-Ford    | 16     | 0      | DNF         | 07    | 1:19,88          |

## WM-Stände nach dem Rennen
Die ersten sechs des Rennens bekamen 9, 6, 4, 3, 2 bzw. 1 Punkt(e). In der Konstrukteurswertung zählten nur die Punkte des bestplatzierten Fahrers eines Teams. Es zählten nur die besten sieben Ergebnisse aus den ersten acht Rennen und die besten fünf aus den letzten sechs Rennen.

### Fahrerwertung
| Pos. | Fahrer             | Konstrukteur  | Punkte |
| ---- | ------------------ | ------------- | ------ |
| 01   | Emerson Fittipaldi | McLaren-Ford  | 15     |
| 02   | Carlos Pace        | Brabham-Ford  | 12     |
| 03   | Carlos Reutemann   | Brabham-Ford  | 10     |
| 04   | Jody Scheckter     | Tyrrell-Ford  | 9      |
| 05   | James Hunt         | Hesketh-Ford  | 7      |
| 06   | Patrick Depailler  | Tyrrell-Ford  | 6      |
| 07   | Clay Regazzoni     | Ferrari       | 6      |
| 08   | Jochen Mass        | McLaren-Ford  | 5      |
| 09   | Niki Lauda         | Ferrari       | 5      |
| 10   | Mark Donohue       | Penske-Ford   | 0      |
| 11   | Mario Andretti     | Parnelli-Ford | 0      |
| 12   | Rolf Stommelen     | Lola-Ford     | 0      |
| 13   | Jacky Ickx         | Lotus-Ford    | 0      |
| 14   | Vittorio Brambilla | March-Ford    | 0      |
| 15   | Tom Pryce          | Shadow-Ford   | 0      |

| Pos. | Fahrer             | Konstrukteur    | Punkte |
| ---- | ------------------ | --------------- | ------ |
| 16   | Graham Hill        | Lola-Ford       | 0      |
| 17   | John Watson        | Surtees-Ford    | 0      |
| 18   | Ronnie Peterson    | Lotus-Ford      | 0      |
| 19   | Jacques Laffite    | Williams-Ford   | 0      |
| 20   | Guy Tunmer         | Lotus-Ford      | 0      |
| 21   | Wilson Fittipaldi  | Copersucar-Ford | 0      |
| 22   | Eddie Keizan       | Lotus-Ford      | 0      |
| 23   | Dave Charlton      | McLaren-Ford    | 0      |
| 24   | Bob Evans          | B.R.M.          | 0      |
| –    | Arturo Merzario    | Williams-Ford   | 0      |
| –    | Mike Wilds         | B.R.M.          | 0      |
| –    | Jean-Pierre Jarier | Shadow-Ford     | 0      |
| –    | Ian Scheckter      | Tyrrell-Ford    | 0      |
| –    | Lella Lombardi     | March-Ford      | 0      |

### Konstrukteurswertung
| Pos. | Konstrukteur  | Punkte |
| ---- | ------------- | ------ |
| 01   | Brabham-Ford  | 19     |
| 02   | McLaren-Ford  | 16     |
| 03   | Tyrrell-Ford  | 11     |
| 04   | Ferrari       | 8      |
| 05   | Hesketh-Ford  | 7      |
| 06   | Penske-Ford   | 0      |
| 07   | Parnelli-Ford | 0      |
| 08   | Lotus-Ford    | 0      |

| Pos. | Konstrukteur    | Punkte |
| ---- | --------------- | ------ |
| 09   | March-Ford      | 0      |
| 10   | Lola-Ford       | 0      |
| 11   | Surtees-Ford    | 0      |
| 12   | Williams-Ford   | 0      |
| 13   | Shadow-Ford     | 0      |
| 14   | B.R.M.          | 0      |
| –    | Copersucar-Ford | 0      |